# Plesiosauria
Zástupci skupiny Plesiosauria neboli plesiosauři ("blízcí ještěrům") byli druhohorní mořští plazi. Byli poměrně hojnými zástupci mořské megafauny v tomto geologickém období. Objevují se ve svrchním triasu asi před 203 miliony let, jejich největší rozvoj kulminuje v období jury a přežívají až do samotného konce druhohor na přelomu křídy a třetihor (žili v časovém rozmezí před 203 až 66 miliony let). Přežití katastrofy na konci triasu jim umožnila stavba jejich těla, s mnoha adaptacemi na život v mořích a otevřeném oceánu.

## Paleobiologie
Běžní plesiosauři měli poměrně široká hydrodynamicky tvarovaná těla, krátkou ocasní část těla, dva páry dlouhých a silných ploutví, delší nebo i velmi dlouhý krk a malou hlavu (pliosauři měli naopak velkou hlavu a masivní krk). Největší formy těchto dravých živočichů dosahovaly délky přes 15 metrů, u rodu Mauisaurus dokonce 20 metrů. V průměru však dosahovali rozměrů podstatně menších, kolem několika metrů. Velcí pliosauridi, jako byly rody Pliosaurus a Kronosaurus, dosahovali délky přes 10 metrů a hmotnosti až kolem 15 tun. Někteří ichtyosauři (a také někteří dnešní kytovci) však byli ještě větší. Z druhohorních živočichů byli větší pouze zmínění ichtyosauři a na souši pochopitelně také někteří sauropodní dinosauři.
Ze známých taxonů plesiosaurů lze uvést například rody Plesiosaurus, Elasmosaurus, Liopleurodon nebo Kronosaurus. Výzkumy za pomoci počítačového modelování ve 3D ukazují, že plesiosauři zřejmě preferovali laterální pohyb svého dlouhého krku, což koresponduje s jeho využitím při lovu potravy (natahováním za rybami). Unikátní objevy koster dosud nenarozených mláďat v tělních dutinách matek odhalily množství informací o prenatálním vývoji plesiosaurů.
Předpokládané zvětšení rozměrů červených krvinek (erytrocytů) u pokročilých zástupců skupiny Sauropterygia (zejména plesiosaurů) dokládá, že se stali ve svém vývoji velmi brzy dobře adaptovanými na život v hluboké vodě a pro hluboké ponory. Dokazuje to detailní výzkum průřezů původního cévního systému ve fosilních kostech těchto mořských plazů.
Výzkum ukázal, že přinejmenším u některých druhů plesiosaurů byly dorzální ("ocasní") ploutve horizontální, podobně jako u dnešních kytovců a jiných vodních savců. Způsob plavání byl u těchto vodních plazů velmi neobvyklý, ale přesto energeticky efektivní.
Výzkum skvěle dochovaného exempláře raně jurského plesiosaura starého 183 milionů let (z vrstev Posidonia Shale v Německu) ukázal, že tito mořští plazi měli na těle patrně hladkou kůži, zatímco na ploutvích mohla být více "šupinatá".

## Objev
První nákres obratlů plesiosaura se datuje již k roku 1605. Pro vědu však byly poprvé objeveny u pobřeží jižní Anglie (lokalita Lyme Regis u Dorsetu) počátkem 19. století. Objevitelkou první fosilie plesiosaura (genoholotyp Plesiosaurus dolichodeirus) byla kolem roku 1810 tehdy teprve jedenáctiletá amatérská sběratelka zkamenělin Mary Anningová (1799–1847). Tento plaz byl vědecky pojmenován v roce 1821. V roce 1816 byly objeveny fosilie plesiosaura přírodovědcem Charlesem de Gervillem také na území Francie.

## Zajímavé objevy

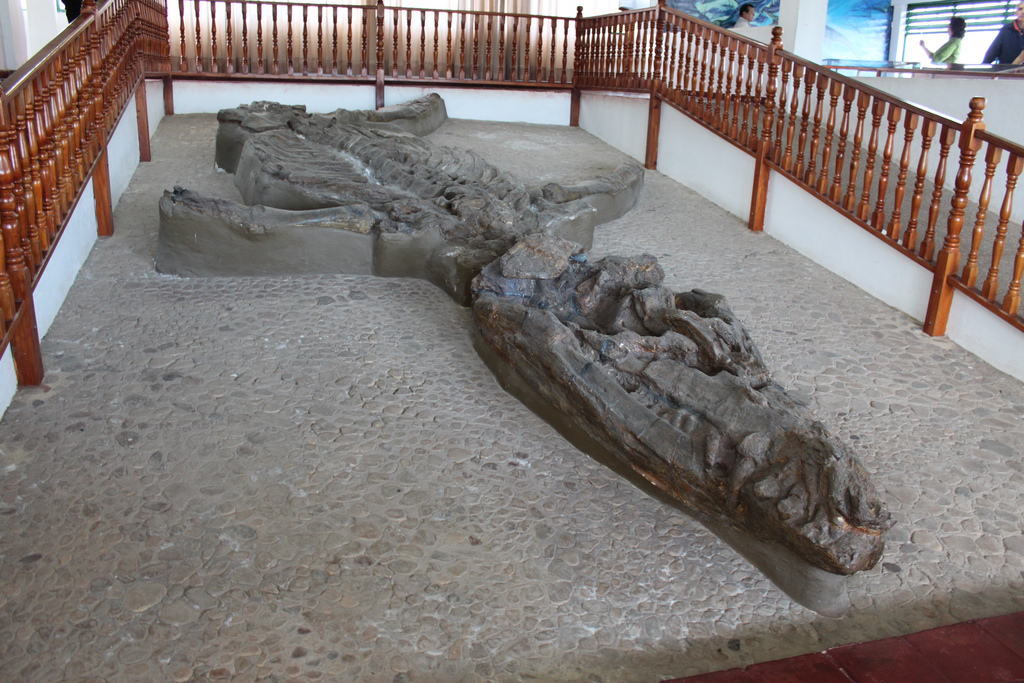
Fosilie druhu Kronosaurus boyacensis.

V září roku 2009 byla popsána fosilie asi 7 metrů dlouhého plesiosaura, objevená již v roce 1968 v Japonsku. Fosilie obsahovala také zuby nejméně 7 jedinců žraloka druhu Cretolamna appendiculata. Podle paleontologa K. Shimady jde o důkaz, že žraloci před 85 miliony let příležitostně lovili (nebo požírali mrtvá těla) také těchto mořských plazů. Výzkum publikovaný na konci roku 2017 ukazuje, že plesiosauři měli i v meziobratlových prostorách svých dlouhých krků plně vyvinutý vaskulární systém se sítí arterií, což mohla být adaptace například pro potápění do velkých hloubek nebo pro termoregulaci. I další vědecké studie naznačují, že tito mořští plazi mohli být endotermní.
Fosilie plesiosaurů byly objeveny již také na území současné Antarktidy (například geologické souvrství Snow Hill Island), což svědčí o jejich značném geografickém rozšíření. Zástupci skupiny Polycotylidae přežili až do samotného konce křídy, jejich biodiverzita však byla v tomto období menší. Plesiosauři již byli objeveni například také na území Španělska (Algora) v období pozdně křídového cenomanu.
Existovaly také sladkovodní druhy plesiosaurů, jak ukazuje například středně jurský objev z Číny (provincie S’-čchuan), publikovaný v roce 2020.
U fosilie krčního obratle plesiosaurida z pozdní křídy Argentiny byly objeveny kosterní patologie patrně způsobené infekční spondylitidou, podobné projevům tuberkulózy.
Extrémně vzácné jsou také otisky ploutví či trupu plesiosaurů na někdejším mořském dně, jak ukazuje studie, publikovaná koncem roku 2023.

## V Čechách
Na území České republiky bylo učiněno již několik fosilních objevů křídových plesiosaurů (poprvé již k roku 1855), mezi nimi jde například o svrchnokřídový druh Polyptychodon interruptus (Owen, 1841; dnes klasifikovaný jako nomen dubium). Nejznámější objev tohoto pliosaurida pochází z lokality Bílá Hora v Praze..
Mezi "klasické", dlouhokrké plesiosaury z čeledi Elasmosauridae, objevené na našem území, patřil druh Cimoliasaurus teplicensis, popsaný od obce Hudcov v severozápadních Čechách roku 1906 profesorem Antonínem Fričem. Ve skutečnosti se ale téměř s jistotou nejednalo o zástupce stejného rodu, jako byl severoamerický Cimoliasaurus.

## Taxonomie
Podle studií O'Keefe, 2001 a Druckenmiller & Russell, 2008).
- Řád Plesiosauria
  - Simosaurus
  - Čeleď Cymatosauridae
  - Čeleď Pistosauridae
  - Podřád Plesiosauroidea
    - Plesiopterys
    - Thalassiodracon?
      - Čeleď Elasmosauridae

    - Čeleď Plesiosauridae
    - Nadčeleď Cryptoclidoidea
      - Čeleď Cimoliasauridae
      - Čeleď Cryptoclididae

  - Podřád Pliosauroidea
    - Eurycleidus
    - Macroplata
    - Rhomaleosaurus
    - Čeleď Pliosauridae
    - Čeleď Polycotylidae?